# Heinrich von Brentano di Tremezzo
Heinrich Joseph Maximilian Johann Maria von Brentano di Tremezzo (Offenbach na Majni, 6. lipnja 1904. – Darmstadt, 14. studenog 1964.), njemački političar i ministar vanjskih poslova u Vladi Konrada Adenauera. Bio je član CDU-a.
Dužnost ministra obnašao je između 1955. i 1961., dok je od 1949. do 1955. i ponovno od 1961. do smrti 1964. vršio dunost predsjednika stranačke frakcije CDU-a i CSU-a u Bundestagu.
Osim politike, u Darmstadtu je radio kao odvjetnik i javni bilježnik od 1945. do smrti.
Za svojeg ministarskog mandata ostao je najpoznatiji po prdruživanju Zapadne Njemačke NATO savezu 1955. godine.

## Vanjske poveznice
|  | Zajednički poslužitelj ima još gradiva o temi Heinrich von Brentano |

- Bibliografija (njem.) na stranicama Njemačke nacionalne knjižnice